# کارل (آلمان)
کارل (به آلمانی: Karl) یک شهر در آلمان است که در برنکاستل-ویتلیش واقع شده‌است. کارل ۲۱۱ نفر جمعیت دارد.